# 普雷斯科特国家森林
普雷斯科特国家森林（英語：Prescott National Forest）是美国的一处国家森林，1908年建立，位处亚利桑那州的可可尼诺县和亚瓦派县，占地面积1,250,000英畝（5,100平方），最近的城市为普雷斯科特。